# Everwood/Episodenliste
Diese Episodenliste enthält alle Episoden der US-amerikanischen Dramaserie Everwood, sortiert nach der US-amerikanischen Erstausstrahlung. Zwischen 2002 und 2006 entstanden in insgesamt vier Staffeln 89 Episoden mit einer Länge von jeweils etwa 42 Minuten.

## Übersicht
| Staffel | Episodenanzahl | Erstausstrahlung USA | Erstausstrahlung USA | Deutschsprachige Erstausstrahlung | Deutschsprachige Erstausstrahlung |
| Staffel | Episodenanzahl | Staffelpremiere      | Staffelfinale        | Staffelpremiere                   | Staffelfinale                     |
| ------- | -------------- | -------------------- | -------------------- | --------------------------------- | --------------------------------- |
| 1       | 23             | 16. September 2002   | 19. Mai 2003         | 29. Juni 2005                     | 1. August 2005                    |
| 2       | 22             | 15. September 2003   | 10. Mai 2004         | 2. August 2005                    | 2. September 2005                 |
| 3       | 22             | 13. September 2004   | 23. Mai 2005         | 16. Januar 2006                   | 14. Februar 2006                  |
| 4       | 22             | 29. September 2005   | 5. Juni 2006         | 13. Dezember 2006                 | 16. Januar 2007                   |

## Staffel 1
Die Erstausstrahlung der ersten Staffel war vom 16. September 2002 bis zum 19. Mai 2003 auf dem US-amerikanischen Sender The WB zu sehen. Die deutschsprachige Erstausstrahlung sendete der österreichische Free-TV-Sender ORF 1 vom 29. Juni bis zum 1. August 2005.
| Nr. (ges.) | Nr. (St.) | Deutscher Titel               | Originaltitel                   | Erstausstrahlung USA | Deutschsprachige Erstausstrahlung (A) | Regie                 | Drehbuch                           |
| --- | --------- | ----------------------------- | ------------------------------- | -------------------- | ------------------------------------- | --------------------- | ---------------------------------- |
| 1 | 1         | Der schönste Ort der Welt     | Pilot                           | 16. Sep. 2002        | 29. Juni 2005                         | Mark Piznarski        | Greg Berlanti                      |
| Nachdem seine Frau bei einem Autounfall getötet wird, zieht der erfolgreiche Gehirnchirurg, Dr. Andrew Brown, mit seinem 15-jährigen Sohn, Ephram, und seiner 9-jährigen Tochter, Delia, von New York City in die idyllische Umgebung von Everwood, einem Städtchen mitten in den verschneiten Rocky Mountains, um einen Neuanfang zu wagen. Während es Ephram besonders schwerfällt, sich in der neuen Umgebung einzuleben, eröffnet Andrew eine Praxis, in der er die Patienten kostenlos behandelt. Das ist für die Einwohner von Everwood ein eindeutiges Zeichen dafür, dass der trauernde Witwer den Verstand verloren hat. Als einzige stellt sich Edna, die Mutter des unsympathischen Dr. Harold Abbott, auf die Seite von Andrew und fängt bei ihm als Arzthelferin an. Das gefällt Dr. Abbott jedoch absolut nicht, sodass er seinen Kindern, Amy und Bright, den Umgang mit der Brown-Familie verbietet. |           |                               |                                 |                      |                                       |                       |                                    |
| 2 | 2         | Der große Dr. Brown           | The Great Doctor Brown          | 23. Sep. 2002        | 30. Juni 2005                         | Kathy Bates           | Greg Berlanti                      |
| Die Vater-Sohn Beziehung zwischen Andy und Ephram wird weiter gespannt, als Andy wieder einmal seine Arbeit vor die Familie stellt. Weniger Probleme hat Andy mit Delia, die sich in Everwood schon gut eingelebt hat. In der Schule gerät sie doch dann in Schwierigkeiten, da sie die antiquierten Methoden ihres Lehrers in Frage stellt. Unterdessen bekommt Ephram beim jährlichen Festival immer mehr Interesse an Amy, bis ihr Bruder ihn darüber aufklärt, dass ihr Freund im Koma liegt und sie darauf hofft, dass Andy ihn operiert. |           |                               |                                 |                      |                                       |                       |                                    |
| 3 | 3         | Die Leihmutter                | Friendly Fire                   | 30. Sep. 2002        | 1. Juli 2005                          | Danny Leiner          | Oliver Goldstick                   |
| Das Baby was von Andys Nachbarin und Freundin, Nina, ausgetragen wird, ist nicht ihr eigenes. Sie ist die Leihmutter für eine fast 50-jährige Frau und wir, nachdem die anderen Bewohner Wind davon gekriegt haben, als Aussätzige behandelt. Andys unbeholfene Hilfe, sie zu verteidigen, richtet mehr Schaden als Nutzen an, trotzdem wendet sie sich an ihn als die Wehen einsetzen. Ephram wird von Amy gedemütigt, da sie ihn erst zu einer Party einlädt und ihn später wieder auslädt, da er ihren Freunden nicht gefällt. Delia gerät unterdessen an den Rabauken Magilla und versucht sich mit ihm anzufreunden. |           |                               |                                 |                      |                                       |                       |                                    |
| 4 | 4         | Die Kussbrücke                | The Kissing Bridge              | 7. Okt. 2002         | 4. Juli 2005                          | Michael Schultz       | Rina Mimoun                        |
| 5 | 5         | Ein Reh im Wohnzimmer         | Deer God                        | 14. Nov. 2002        | 5. Juli 2005                          | Arlene Sanford        | Michael Green                      |
| 6 | 6         | Das Psychomobil               | The Doctor Is In                | 21. Okt. 2002        | 6. Juli 2005                          | Stephen Gyllenhaal    | Vanessa Taylor                     |
| 7 | 7         | Schuld und Sühne              | We Hold These Truths            | 28. Okt. 2002        | 7. Juli 2005                          | Jason Moore           | Joan Binder Weiss                  |
| 8 | 8         | Bis dass der Tod uns scheidet | Till Death Do Us Part           | 4. Nov. 2002         | 8. Juli 2005                          | Michael Schultz       | Oliver Goldstick                   |
| 9 | 9         | Überraschender Besuch         | Turf Wars                       | 11. Nov. 2002        | 11. Juli 2005                         | Steve Gomer           | Rina Mimoun                        |
| 10 | 10        | Bright in Lebensgefahr        | Is There a Doctor in the House? | 18. Nov. 2002        | 12. Juli 2005                         | Robert Duncan McNeill | Michael Green                      |
| 11 | 11        | Das Thanksgiving Dinner       | A Thanksgiving Tale             | 25. Nov. 2003        | 13. Juli 2005                         | David Petrarca        | Vanessa Taylor                     |
| 12 | 12        | Marihuana im Blumenladen      | Vegetative State                | 6. Jan. 2003         | 14. Juli 2005                         | Lev L. Spiro          | John E. Pogue                      |
| 13 | 13        | Die Hauptrolle                | The Price of Fame               | 20. Jan. 2003        | 15. Juli 2005                         | Sandy Smolan          | Rina Mimoun                        |
| 14 | 14        | Colin der Zweite              | Colin the Second                | 27. Jan. 2003        | 18. Juli 2005                         | Mel Damski            | Joan Binder Weiss                  |
| 15 | 15        | Abenteuer im Schnee           | Snow Job                        | 3. Feb. 2003         | 19. Juli 2005                         | David Petrarca        | Michael Green                      |
| 16 | 16        | Valentinstag                  | My Funny Valentine              | 10. März 2003        | 20. Juli 2005                         | Michael Schultz       | Vanessa Taylor                     |
| 17 | 17        | Mord in Everwood              | Everwood Confidential           | 17. März 2003        | 21. Juli 2005                         | Arlene Sanford        | David Schulner                     |
| 18 | 18        | Die Enthüllung                | The Unveiling                   | 24. Feb. 2003        | 22. Juli 2005                         | Michael Schultz       | Greg Berlanti & Rina Mimoun        |
| 19 | 19        | Das Wunder von Everwood       | The Miracle of Everwood         | 21. Apr. 2003        | 25. Juli 2005                         | Arlene Sanford        | Michael Green                      |
| 20 | 20        | Aliens über Everwood          | Moonlight Sonata                | 28. Apr. 2003        | 26. Juli 2005                         | Michael Schultz       | Wendy Mericle & Patrick Sean Smith |
| 21 | 21        | Schwanger und verlassen       | Episode 20                      | 5. Mai 2003          | 27. Juli 2005                         | David Petrarca        | Greg Berlanti & Vanessa Taylor     |
| 22 | 22        | Nackte Angst                  | Fear Itself                     | 12. Mai 2003         | 29. Juli 2005                         | Michael Katleman      | John E. Pogue                      |
| 23 | 23        | Colins Abschied               | Home                            | 19. Mai 2003         | 1. Aug. 2005                          | Sandy Smolan          | Greg Berlanti & Vanessa Taylor     |

## Staffel 2
Die Erstausstrahlung der zweiten Staffel war vom 15. September 2003 bis zum 10. Mai 2004 auf dem US-amerikanischen Sender The WB zu sehen. Die deutschsprachige Erstausstrahlung sendete der österreichische Free-TV-Sender ORF 1 vom 2. August bis zum 2. September 2005.
| Nr. (ges.) | Nr. (St.) | Deutscher Titel             | Originaltitel              | Erstausstrahlung USA | Deutschsprachige Erstausstrahlung (A) | Regie           | Drehbuch                                   |
| ---------- | --------- | --------------------------- | -------------------------- | -------------------- | ------------------------------------- | --------------- | ------------------------------------------ |
| 24         | 1         | Das Versprechen             | The Last of Summer         | 15. Sep. 2003        | 2. Aug. 2005                          | Michael Schultz | Greg Berlanti & Rina Mimoun                |
| 25         | 2         | Gute Noten, schlechte Noten | Extra Ordinary             | 22. Sep. 2003        | 3. Aug. 2005                          | David Petrarca  | Michael Green                              |
| 26         | 3         | Linda’s Rückkehr            | My Brother’s Keeper        | 29. Sep. 2003        | 4. Aug. 2005                          | Michael Schultz | Vanessa Taylor                             |
| 27         | 4         | Der Babysitter              | East Meets West            | 6. Okt. 2003         | 5. Aug. 2005                          | David Petrarca  | John E. Pogue                              |
| 28         | 5         | Die eifersüchtige Tochter   | Daddy’s Little Girl        | 13. Okt. 2003        | 8. Aug. 2005                          | Peter Lauer     | Rina Mimoun & Joan Binder Weiss            |
| 29         | 6         | Blinder Glaube              | Blind Faith                | 20. Okt. 2003        | 9. Aug. 2005                          | Sandy Smolan    | David Hudgins                              |
| 30         | 7         | Explosion in der Mine       | Three Miners From Everwood | 3. Nov. 2003         | 10. Aug. 2005                         | Michael Schultz | Michael Green                              |
| 31         | 8         | Der Hellseher               | The Burden Of Truth        | 10. Nov. 2003        | 11. Aug. 2005                         | Michael Schultz | Vanessa Taylor                             |
| 32         | 9         | Wie im Film                 | Just Like In The Movies    | 17. Nov. 2003        | 12. Aug. 2005                         | Matt Shakman    | Rina Mimoun                                |
| 33         | 10        | Traurige Feiertage          | Unhappy Holidays           | 24. Nov. 2003        | 16. Aug. 2005                         | Jason Moore     | John E. Pouge                              |
| 34         | 11        | Wer hält sein Versprechen?  | Family Dynamics            | 19. Jan. 2004        | 17. Aug. 2005                         | Michael Schultz | David Hudgins                              |
| 35         | 12        | Alles unter Kontrolle?      | Controlling Interest       | 26. Jan. 2004        | 18. Aug. 2005                         | Lev L. Spiro    | Michael Green                              |
| 36         | 13        | Vergiss mein nicht          | Forget Me Not              | 2. Feb. 2004         | 19. Aug. 2005                         | Michael Schultz | Wendy Mericle & Patrick Sean Smith         |
| 37         | 14        | Das erste Mal               | No Sure Thing              | 9. Feb. 2004         | 22. Aug. 2005                         | Perry Lang      | Joan Binder Weiss                          |
| 38         | 15        | Das Wort mit L              | The L Word                 | 16. Feb. 2004        | 23. Aug. 2005                         | Michael Schultz | John E. Pouge                              |
| 39         | 16        | Überdosis                   | Unspoken Truths            | 23. Feb. 2004        | 24. Aug. 2005                         | Michael Lange   | Greg Berlanti & Rina Mimoun                |
| 40         | 17        | Getrennt!                   | Unfinished Business        | 5. Apr. 2004         | 26. Aug. 2005                         | Sandy Smolan    | David Hudgins                              |
| 41         | 18        | Letzte Blicke               | Last Looks                 | 12. Apr. 2004        | 29. Aug. 2005                         | Arvin Brown     | John E. Pouge                              |
| 42         | 19        | Das Geheimnis               | Sick                       | 19. Apr. 2004        | 30. Aug. 2005                         | David Paymer    | Michael Green                              |
| 43         | 20        | Schwere Entscheidungen      | Do Or Die                  | 26. Apr. 2004        | 31. Aug. 2005                         | Michael Schultz | Vanessa Taylor                             |
| 44         | 21        | Zukunftspläne               | Your Future Awaits         | 3. Mai 2004          | 1. Sep. 2005                          | Marita Grabiak  | Wendy Mericle & Patrick Sean Smith         |
| 45         | 22        | Das Ende eines Tages        | The Day Is Done            | 10. Mai 2004         | 2. Sep. 2005                          | David Petrarca  | Greg Berlanti, Michael Green & Rina Mimoun |

## Staffel 3
Die Erstausstrahlung der dritten Staffel war vom 13. September 2004 bis zum 23. Mai 2005 auf dem US-amerikanischen Sender The WB zu sehen. Die deutschsprachige Erstausstrahlung sendete der deutsche Free-TV-Sender VOX vom 16. Januar bis zum 14. Februar 2006.
| Nr. (ges.) | Nr. (St.) | Deutscher Titel         | Originaltitel             | Erstausstrahlung USA | Deutschsprachige Erstausstrahlung (D) | Regie           | Drehbuch                      |
| ---------- | --------- | ----------------------- | ------------------------- | -------------------- | ------------------------------------- | --------------- | ----------------------------- |
| 46         | 1         | Ephrams Rückkehr        | For Every Action          | 13. Sep. 2004        | 16. Jan. 2006                         | David Petrarca  | Rina Mimoun                   |
| 47         | 2         | Geheimnisse             | … There is a Reaction     | 20. Sep. 2004        | 17. Jan. 2006                         | Perry Lang      | David Hudgins                 |
| 48         | 3         | Späte Erkenntnis        | Staking Claim             | 27. Sep. 2004        | 18. Jan. 2006                         | Michael Schultz | Bruce Miller                  |
| 49         | 4         | Peinliche Fragen        | The Birds & the Batteries | 4. Okt. 2004         | 19. Jan. 2006                         | Michael Lange   | John E. Pogue                 |
| 50         | 5         | Zungenspiele            | Sacrifice                 | 11. Okt. 2004        | 20. Jan. 2006                         | Michael Schultz | Anna Fricke                   |
| 51         | 6         | Phase drei              | Shoot the Moon            | 25. Okt. 2004        | 24. Jan. 2006                         | Matt Shakman    | Michael Green                 |
| 52         | 7         | Vergebliche Liebesmüh´  | Best Laid Plans           | 1. Nov. 2004         | 23. Jan. 2006                         | Jason Moore     | Sherri Cooper                 |
| 53         | 8         | Kalte Tränen            | The Tipping Point         | 15. Nov. 2004        | 25. Jan. 2006                         | Jordan Levin    | Michael Green & David Hudgins |
| 54         | 9         | Liebesgeflüster         | The Reflex                | 22. Nov. 2004        | 26. Jan. 2006                         | Michael Lange   | Anna Fricke & Rino Mimoun     |
| 55         | 10        | Schlechtes Gewissen     | Need to Know              | 29. Nov. 2004        | 27. Jan. 2006                         | David Petrarca  | Bruce Miller                  |
| 56         | 11        | Innerlich zerrissen     | Complex Guilt             | 17. Jan. 2005        | 30. Jan. 2006                         | Arvin Brown     | John E. Pogue                 |
| 57         | 12        | Von Frau zu Frau        | Giving Up the Girl        | 24. Jan. 2005        | 31. Jan. 2006                         | David Paymer    | Sherri Cooper                 |
| 58         | 13        | Ein perfekter Tag       | The Perfect Day           | 31. Jan. 2005        | 1. Feb. 2006                          | Sandy Smolan    | David Hudgins                 |
| 59         | 14        | Lebe dein Leben         | Since You’ve Been Gone    | 7. Feb. 2005         | 2. Feb. 2006                          | Matt Shakman    | Barbie Kligman                |
| 60         | 15        | Turbulente Zeiten       | Surprise                  | 14. Feb. 2005        | 3. Feb. 2006                          | Tom Amandes     | Sherri Cooper                 |
| 61         | 16        | Ein Date zu Viert       | A Moment in Manhattan     | 21. Feb. 2005        | 6. Feb. 2006                          | Michael Schultz | Michael Green                 |
| 62         | 17        | Bittere Wahrheit        | Fate Accomplis            | 18. Apr. 2005        | 7. Feb. 2006                          | Perry Lang      | Anna Fricke                   |
| 63         | 18        | Auf der Suche           | Fallout                   | 25. Apr. 2005        | 8. Feb. 2006                          | Michael Schultz | David Hudgins                 |
| 64         | 19        | Zerplatzte Träume       | Acceptance                | 2. Mai 2005          | 9. Feb. 2006                          | David Petrarca  | John E. Pogue                 |
| 65         | 20        | Schreckliche Gewissheit | He Who Hesitates          | 9. Mai 2005          | 10. Feb. 2006                         | Keith Samples   | Elisa Delson                  |
| 66         | 21        | Aufbruch                | On The Places You´ll Go   | 16. Mai 2005         | 13. Feb. 2006                         | Perry Lang      | David Hudgins & Rina Mimoun   |
| 67         | 22        | Wo dein Herz schlägt    | Where the Heart Is        | 23. Mai 2005         | 14. Feb. 2006                         | David Petrarca  | Michael Green & Rina Mimoun   |

## Staffel 4
Die Erstausstrahlung der vierten Staffel war vom 29. September 2005 bis zum 5. Juni 2006 auf dem US-amerikanischen Sender The WB zu sehen. Die deutschsprachige Erstausstrahlung sendete der deutsche Free-TV-Sender VOX vom 13. Dezember 2006 bis zum 16. Januar 2007.
| Nr. (ges.) | Nr. (St.) | Deutscher Titel         | Originaltitel                 | Erstausstrahlung USA | Deutschsprachige Erstausstrahlung (D) | Regie             | Drehbuch                    |
| ---------- | --------- | ----------------------- | ----------------------------- | -------------------- | ------------------------------------- | ----------------- | --------------------------- |
| 68         | 1         | Liebestaumel            | A Kiss to Build a Dream On    | 29. Sep. 2005        | 13. Dez. 2006                         | Arvin Brown       | Rina Mimoun                 |
| 69         | 2         | Neuanfang               | The Next Step                 | 6. Okt. 2005         | 14. Dez. 2006                         | Perry Lang        | Anna Fricke                 |
| 70         | 3         | Alte Liebe rostet nicht | Put On A Happy Free           | 13. Okt. 2005        | 15. Dez. 2006                         | David Paymer      | Tom Garrigus                |
| 71         | 4         | Berufungen              | Pieces of Me                  | 20. Okt. 2005        | 18. Dez. 2006                         | Mike Pavone       | Josh Reims                  |
| 72         | 5         | Geständnisse            | Connect Four                  | 27. Okt. 2005        | 19. Dez. 2006                         | Tom Amandes       | David Hudgins               |
| 73         | 6         | Reifeprozesse           | Free Fall                     | 3. Nov. 2005         | 20. Dez. 2006                         | Arvin Brown       | Nancy Won                   |
| 74         | 7         | Beziehungschaos         | Pro Choice                    | 10. Nov. 2005        | 21. Dez. 2006                         | David Paymer      | Barbie Kligman              |
| 75         | 8         | Abenteuerlust           | So Long, Farewall …           | 18. Nov. 2005        | 22. Dez. 2006                         | Joyce Chopra      | Josh Reims                  |
| 76         | 9         | Rückfall                | Getting to Know You           | 8. Dez. 2005         | 27. Dez. 2006                         | Joe Pennella      | Tom Garrigus                |
| 77         | 10        | Kein Wort zu viel       | Ghosts                        | 9. März 2006         | 28. Dez. 2006                         | Ellen S. Pressman | David Hudgins               |
| 78         | 11        | Neue Wege               | Lost and Found                | 16. März 2006        | 29. Dez. 2006                         | Perry Lang        | Nancy Won                   |
| 79         | 12        | Ohne wenn und aber      | You’re a Good Man, Andy Brown | 23. März 2006        | 2. Jan. 2007                          | Arvin Brown       | Anna Fricke                 |
| 80         | 13        | Auf Nummer sicher       | An Ounce of Prevention        | 30. März 2006        | 3. Jan. 2007                          | Perry Lang        | Bryan M. Holdman            |
| 81         | 14        | Selbsthilfe             | Across the Lines              | 6. Apr. 2006         | 4. Jan. 2007                          | Peter Markle      | Barbie Kligman              |
| 82         | 15        | Gefühlschaos            | The Land of Confusion         | 24. Apr. 2006        | 5. Jan. 2007                          | Charles Stratton  | Tom Garrigus                |
| 83         | 16        | Die Beichte             | Truth …                       | 1. Mai 2006          | 8. Jan. 2007                          | Matt Shakman      | Nancy Won                   |
| 84         | 17        | Einsam                  | All the Lonely People         | 8. Mai 2006          | 9. Jan. 2007                          | Joyce Chopra      | Anna Fricke                 |
| 85         | 18        | Abschied                | Enjoy the Ride                | 15. Mai 2006         | 10. Jan. 2007                         | Charles Stratton  | Natasha Billawala           |
| 86         | 19        | Alte Wunden             | Reckoning                     | 22. Mai 2006         | 11. Jan. 2007                         | David Petrarca    | David Hudgins               |
| 87         | 20        | Die letzte Ehre         | Goodbye, Love                 | 29. Mai 2006         | 12. Jan. 2007                         | Joe Pennella      | Greg Berlanti & Rina Mimoun |
| 88         | 21        | Foreverwood – Teil 1    | Foreverwood (1)               | 5. Juni 2006         | 15. Jan. 2007                         | Bethany Rooney    | Anna Fricke & Josh Reims    |
| 89         | 22        | Foreverwood – Teil 2    | Foreverwood (2)               | 5. Juni 2006         | 16. Jan. 2007                         | Bethany Rooney    | Anna Fricke & Josh Reims    |